# Enhydrina
Enhydrina var ett släkte av ormar. Enhydrina ingick enligt Catalogue of Life (2011) i familjen giftsnokar och underfamiljen havsormar.
Arter enligt Catalogue of Life:
- Enhydrina schistosa
- Enhydrina zweifeli

Båda arter flyttades enligt The Reptile Database till släktet Hydrophis.